# Alpo Aho
Alpo Aho (* 26. Juli 1934 in Oulu; † 27. November 1983 ebenda) war ein finnischer Bandyspieler.
Aho gewann mit der finnischen Nationalmannschaft 1957 und 1963 die Silbermedaille bei Weltmeisterschaften. Bei der ersten Weltmeisterschaft 1957 in Helsinki erzielte Aho 3 Tore und wurde somit zusammen mit Walentin Atamanitschew und Jewgeni Papugin aus der Sowjetunion Torschützenkönig. In seinen 28 Länderspielen gelangen ihm 14 Tore.
In Finnland wurde er mit seinem Verein Oulun Palloseura 1953, 1956 und von 1960 bis 1964 finnischer Meister.